# La cárcel infinita
La cárcel infinita es una obra de teatro en tres actos de Joaquín Calvo Sotelo, estrenada en el Teatro Español, de Madrid el 3 de febrero de 1945.

## Argumento
Obra de marcado carácter anticomunista, se escenifican las dificultades que tienen los personajes principales en su lucha por la supervivencia en un país soviético: María Gontcharova, Alexandra, Ana Voronzova, Alexis, Gregory y Fedor.

## Representaciones destacadas
- Teatro (Estreno, 1945)
  - Dirección: Cayetano Luca de Tena.
  - Decorados: Sigfrido Burmann.
  - Intérpretes: Mercedes Prendes, Alfonso Muñoz, Micaela Pinaqui, José María Seoane, Carlos Martínez de Tejada, Julia Delgado Caro, Pilar Sala.

- Cine (Perseguidos, 1951).
  - Dirección: José Luis Gamboa.
  - Intérpretes: María Pardo, Francisco Rabal, Silvia Morgan, Asunción Balaguer.